# Seminar Salit
Seminar Salit is een bestuurslaag in het regentschap Sumbawa Barat van de provincie West-Nusa Tenggara, Indonesië. Seminar Salit telt 1228 inwoners (volkstelling 2010).